# Hello, My Twenties
Hello, My Twenties ou Age of Youth en anglais et en français qui se traduit par L’age de la jeunesse (en coréen : 청춘시대) est un drama sud-coréen mettant en vedette Han Ye-ri, Han Seung-yeon, Park Eun-bin, Ryu Hwa-young et Park Hye-soo,,. 
Il est diffusé sur la chaîne câblée JTBC, les vendredis et samedis à 20:30 (KST). Age Of Youth est composé de 2 saisons de 12 épisodes et 14 épisodes respectivement.

## Synopsis
Une tranche de l'histoire de vie d'environ cinq étudiantes à l'université qui vont partager un même appartement au cœur de Séoul. Au cours de la série, elles vont partager joie, tristesse mais aussi les douloureuses histoires de leur jeunesse.

## Distribution

### Acteurs principaux
- Han Ye-ri dans le rôle de Yoon Jin-myung – 28 ans[4]
- Han Seung-yeon dans le rôle de Jung le Ye-eun – 22 ans[5]
- Park Eun-bin dans le rôle de Song Ji-won – 22 ans[6]
- Ryu Hwa-young dans le rôle de Kang Yi-na – 24 ans[7]
- Park Hye-soo dans le rôle de Yoo Eun-jae – 20 ans[8],[9]
- Choi Ara dans le rôle de Jo-Eun (saison 2)

### Acteurs secondaires
- Yoon Park dans le rôle de Park Jae-wan, l'ami de Jin-myung, le chef du restaurant italien
- Choi Deok-lune dans le rôle de Oh Jong-gyu – le mystérieux homme de Yi-na
- Ji Il-joo dans le rôle de Go Doo-young – Le petit ami de Ye-eun
- Shin Hyun-soo dans le rôle de Yoon Jong-yeol – Le petit ami de Eun-jae
- Son Seung-won dans le rôle de Im Sung-min –le collège de Ji-won
- Yoon Jong-hoon, dans le rôle de Seo Dong-joo – un ami de Yi-na
- Kim Min-seok, dans le rôle de Seo Jang-hoon – le béguin de Jo-Eun

### Acteurs récurrents
- Moon Sook (ko) en tant que propriétaire de la maison
- Go Min-si dans le rôle de Oh Han-na
- Kim Hyo-jin dans le rôle de Yoon, la mère de Jin-myung
- Lee Kyung-shim (ko) dans le rôle de Yoo, la mère de Eun-jae
- Kim Yong-hee (ko) en tant que dentiste, le troisième amant de Yi-na
- Min Sung-wook (ko) , en tant que gestionnaire
- Yoon Jin-sol (ko) dans le rôle de Jo Hyun-hee
- Han Jeong-woo (ko) le deuxième amant de Yi-na
- Song Ji-ho le stalker de Yi-na
- Ha Eun-seol (ko) dans le rôle de Han Yoo-kyung, un ami de Ye-eun
- Choi Bae-young (ko) dans le rôle de Chanson Kyung-ah, un ami de Ye-eun
- Yoon Yong-joon dans le rôle de Shin Yool-bin
- Tak Woo-seok
- Kim Ryeo-eun
- Oh Hyo-jin
- Lee Na-hyun
- Kim Kyung-nam
- Kim Chang-hwan (ko) dans le rôle d'un employé d'une assurance
- Jung Yoo-min (ko) dans le rôle d'un danseur
- Nam Moon-cheol (ko) dans le rôle du père de Song Ji-won
- Kwon Eun-soo
- Shin Yeon-sook (ko) dans le rôle de la tante de Yoo Eun-jae

## Épisodes
| Épisode | Date de diffusion originale | Résumé des épisodes |
| ------- | --------------------------- | --- |
| 1       | 22 juillet 2016             | D'une timidité maladive, Eun-jae est la cinquième à rejoindre la résidence Belle Époque. Elle trouve ses colocataires aussi peu accueillantes que la ville de Séoul.       |
| 2       | 23 juillet 2016             | Malgré des règles de colocation très strictes, Ye-eun découvre des sous-vêtements d'homme dans la maison, et décide de les cacher.                                         |
| 3       | 29 juillet 2016             | Après avoir découvert le secret de Yi-na, Ye-eun ne veut plus vivre dans la même maison qu'elle. Pendant ce temps, Yi-na fait la rencontre d'un homme étrange dans un bar. |
| 4       | 30 juillet 2016             | Jin-myung travaille jour et nuit pour payer ses études. Elle n'a pas le temps pour les amours, mais un type du boulot ne cesse de lui faire des allusions.                 |
| 5       | 5 août 2016                 | Dans l'espoir de faire fuir le fantôme qui hante la Belle Époque, les colocataires décident d’organiser une fête pour faire venir des hommes dans la maison.               |
| 6       | 6 août 2016                 | La fête n'est pas vraiment réussie, mais les colocataires s'en souviendront tout de même : des secrets sont mis au jour, et de nombreuses questions restent sans réponse.  |
| 7       | 12 août 2016                | L'argent a toujours été un problème pour Jin-myung. Quand une offre d'emploi alléchante se présente à elle, la jeune femme fait face à un véritable dilemme.               |
| 8       | 13 août 2016                | Alors qu'un homme suspect rôde autour de la Belle Époque à la nuit tombée, les colocataires tentent de découvrir son identité.                                             |
| 9       | 19 août 2016                | En l'absence de sa mère, Eun-jae découvre des informations déconcertantes sur certains membres de sa famille.                                                              |
| 10      | 20 août 2016                | Quand les colocataires de la Belle Époque prennent des décisions radicales, Ji-won s'inquiète. Son mensonge aurait-il incité les filles à faire de tels choix ?            |
| 11      | 26 août 2016                | La Belle Époque traverse une mauvaise passe : Ye-eun a disparu, la mère de Jin-myung fait face à un imbroglio juridique et Eun-jae attend les résultats de l'autopsie.     |
| 12      | 27 août 2016                | Les colocataires découvrent que certains mensonges valent mieux que la vérité, que les gens ne changent pas et que certains problèmes ne peuvent être résolus.             |
|         |                             | |

Note: This drama airs on a cable channel/pay TV which normally has a relatively smaller audience compared to free-to-air TV/public broadcasters (KBS, SBS, MBC and EBS).[Traduire passage]